# Ecália
Ecália (Oechalia), na mitologia grega, foi uma cidade famosa por ter sido saqueada por Héracles.
De acordo com Estrabão, Ecália ficava na Tessália, mas poderia ter havido uma outra Ecália, na Arcádia, que teria mudado de nome para Andania. Estrabão também menciona que os historiadores incluíam uma terceira Ecália, localizada na ilha de Eubeia, além das localizadas na Tessália e Arcádia. No lugar da cidade destruída por Héracles havia, na época de Estrabão, uma vila (também chamada de Ecália), no território da Erétria.
A captura de Ecália por Héracles foi tema de um poema épico, A captura de Ecália, cuja autoria é incerta.